# Toloke
Toloke ist ein Dorf im Königreich Sigave, welches als Teil des französischen Überseegebiets Wallis und Futuna zu Frankreich gehört.

## Lage
Das Dorf liegt im äußersten Nordwesten der Insel Futuna, die zu den Horn-Inseln im Pazifischen Ozean gehört. Es ist das nördlichste Dorf der Insel. Weiter östlich befindet sich das Dorf Tavai, im Süden schließt sich Fiua an. Toloke liegt an nur einer Straße entlang der Küste der Insel, das Inselinnere ist nicht besiedelt. Im Dorf befindet sich das Somalama Hotel als eines der wenigen Hotels auf Futuna.